# Italian International 2019
Die Italian International 2019 im Badminton fanden vom 12. Dezember bis zum 15. Dezember 2019 in Mailand statt.

## Sieger und Platzierte
| Disziplin    | Gold                               | Silber                             | Bronze                             |
| ------------ | ---------------------------------- | ---------------------------------- | ---------------------------------- |
| Herreneinzel | Christo Popov                      | Subhankar Dey                      | Lucas Corvée                       |
| Herreneinzel | Christo Popov                      | Subhankar Dey                      | Toma Junior Popov                  |
| Dameneinzel  | Carolina Marín                     | Rituparna Das                      | Julie Dawall Jakobsen              |
| Dameneinzel  | Carolina Marín                     | Rituparna Das                      | Qi Xuefei                          |
| Herrendoppel | Bjarne Geiss Jan Colin Völker      | Christo Popov Toma Junior Popov    | Eloi Adam Julien Maio              |
| Herrendoppel | Bjarne Geiss Jan Colin Völker      | Christo Popov Toma Junior Popov    | Nikita Khakimov Alexandr Zinchenko |
| Damendoppel  | Gabriela Stoeva Stefani Stoeva     | Ekaterina Bolotova Alina Davletova | Emma Karlsson Johanna Magnusson    |
| Damendoppel  | Gabriela Stoeva Stefani Stoeva     | Ekaterina Bolotova Alina Davletova | Anastasiia Akchurina Olga Morozova |
| Mixed        | Vladimir Ivanov Ekaterina Bolotova | Kim Sa-rang Eom Hye-won            | Rodion Alimov Alina Davletova      |
| Mixed        | Vladimir Ivanov Ekaterina Bolotova | Kim Sa-rang Eom Hye-won            | Evgeniy Dremin Evgeniya Dimova     |